# Estadio Amédée Domenech
El Stade Amédée-Domenech es un campo de rugby union localizado en Brive-la-Gaillarde. Es el estadio del Club Athlétique Brive-Corrèze y también puede adaptarse a los partidos de fútbol del club local, el SEC Brive.
Su nombre antiguo es «Stadium», pero fue renombrado en honor a Amédée Domenech, exjugador internacional de Brive. Con una capacidad de 15 000 espectadores, el estadio cuenta con dos gradas. Es el estadio más grande de la región de Limousin hasta la renovación del Estadio Beaublanc en Limoges.

## Historia
El estadio fue construido por la Société Anonyme de Brive, cuyos estatutos fueron presentados el 17 de marzo de 1921. La sociedad adquirió 21 900 m² de terreno para su construcción en la ciudad de Brive. El estadio fue inaugurado el 25 de septiembre de 1921 durante un encuentro entre el CA Brive y el Stade Français Paris. 
El recinto sufrió su primera renovación en el verano de 1930. En 1932 se instalaron los proyectores. Cuando estalló la división entre el «Rugby a XV» y el «Rugby a XIII», a finales de los años 30, los treizistes fueron expulsados del estadio por sus homólogos quinzistes.
Durante la Segunda Guerra Mundial, la ciudad fue ocupada y el estadio fue dañado por vehículos del ejército. Después de la guerra, el Estadio cambió de propiedad dos veces. En 1946, la Société Anonyme cedió el estadio al CA Brive, quien seis años más tarde lo cedió a su vez a la ciudad de Brive. En 1957, durante el ascenso de la CAB a la primera división, el recinto, que se volvió obsoleto, incómodo e incluso peligroso, fue demolido y reconstruido. El período de construcción tuvo una duración de tres años, durante los cuales el club residente jugó sus partidos en el Stade Devaud Gaëtan, puesto a su disposición por la SNCF.
Completadas las obras en 1960, el estadio volvió a recibir los partidos de la CAB a partir de esta fecha. Este inquilino utilizó el recinto de forma gratuita, propiedad de la ciudad de Brive. Se mantuvieron dichas condiciones hasta el año 2002. El Estadio Amédée Domenech fue modernizado y ampliado varias veces, especialmente la tribuna, que pasó de 2800 a 4000 asientos cubiertos en 1970, y volvió a ser renovado en 1989. En 2007 se instaló una pantalla gigante de 40 m² en la parte sur.
- Datos: Q1131495
- Multimedia: Stade Amédée-Domenech / Q1131495